# 1. FC Aschersleben
1. FC Aschersleben was een Duitse voetbalclub uit Aschersleben, Saksen-Anhalt.

## Geschiedenis

### BSG Motor
De club werd op 30 april 1951 opgericht als BSG Stahl Aschersleben. Voor de Tweede Wereldoorlog waren er al in de stad de clubs FC Askania 1900, Teutonia 1913 en SpVgg 1908, maar deze clubs werden na de oorlog opgeheven. Op 28 februari 1952 nam BSG Stahl de naam BSG Motor Aschersleben aan. In 1958 promoveerde de club naar de Bezirksliga Halle en stootte al na één seizoen door naar de II. DDR-Liga. De club deed het ook hier goed en werd vierde. De club speelde in de II. DDR-Liga tot deze opgeheven werd in 1963. Hierna pendelde de club tussen de Bezirksliga en de Bezirksliga tot aan het einde van de DDR.

### 1. FC Aschersleben
Na de Duitse hereniging werden alle BSG's ontbonden en de club werd heropgericht als Arminia Aschersleben. In 1993 fuseerde de club met Lokomotive Aschersleben tot 1. FC Aschersleben. In 1994 en 1998 promoveerde de club naar de Oberliga NOFV-Süd (vierde klasse), maar degradeerde telkens weer na één seizoen. In 2001 degradeerde de club ook uit de Verbandsliga. De club zakte verder weg en klom daarna weer langzaam omhoog. In 2010 promoveerde de club weer naar de Landesliga. In 2011 werd de club vanwege financiële problemen geliquideerd.